# Fondation Adrienne et Pierre Sommer
Pour les articles homonymes, voir Sommer.
La Fondation Adrienne et Pierre Sommer est une fondation française privée et indépendante créée en 1971. Depuis 1984, elle est sous l’égide de la Fondation de France. Elle vise à développer la médiation animale, pratique fondée sur les interactions positives entre l’humain et l’animal familier ou domestique.

## Histoire
Pierre Sommer (1909-2002) faisait partie de la troisième génération, avec ses frères François et Raymond, d'industriels français ayant créé et développé l'industrie du feutre dans les Ardennes (Mouzon , Sedan) pour devenir en fusionnant avec la société Allibert, un pôle européen dans le domaine de l'habitat et de l'équipement automobile.
Avec sa femme Adrienne (1902-2003), il partage l’amour des autres, de la nature et des animaux. En 1971, ils créent la fondation qui porte leurs noms. Ils commencent par financer des actions humanitaires en France et à l’international pour soulager la souffrance humaine. Parallèlement, ils lancent des actions éducatives dans des écoles et centres de loisirs reliant enfants et animaux. Au fil des actions, ils mesurent à quel point le lien entre l’homme et l’animal est bénéfique, voire thérapeutique. Ils décident alors d’étendre la présence animale auprès d’autres publics. La Fondation Adrienne et Pierre Sommer devient ainsi la première fondation française destinée à soutenir le développement de la médiation animale, pour l’intégration et le mieux-être des personnes fragilisées par la maladie, le handicap, le grand âge ou du fait d’un contexte social douloureux .

## Missions
La Fondation Adrienne et Pierre Sommer est, à ce jour, la seule organisation française à but non lucratif, privée et indépendante à soutenir le développement de la médiation animale . Elle met en œuvre, s’associe ou soutient des programmes fondés sur les effets bénéfiques de la relation entre l’homme et l’animal. La mission de la Fondation Adrienne et Pierre Sommer se décline en trois volets : 
- Le financement d’initiatives fondées sur la médiation animale à travers un appel à projets [7]. Chaque année, la Fondation Adrienne et Pierre Sommer soutient plus de 100 programmes permettant à des professionnels du secteur éducatif, sanitaire, social ou judiciaire de bénéficier du bienfait de la relation homme - animal. Avec plus de 2000 projets déjà financés, la Fondation Adrienne et Pierre Sommer a véritablement accompagné le développement de la présence animale auprès d’enfants autistes [8] ou en difficulté [9], dans les EHPAD [10], dans les prisons [11], dans les écoles ou encore dans les hôpitaux. En 2019, LOL, premier Chien d'assistance judiciaire, a pris son poste à Cahors pour aider les victimes à libérer leur parole auprès des enquêteurs. Une première, initiée et financée par la Fondation Adrienne et Pierre Sommer, en partenariat avec Chien d'assistance judiciaire, la Fédération France Victimes et le tribunal de Cahors[12],[13],[14].
- La Fondation Adrienne et Pierre Sommer enrichit la recherche dans le domaine de la médiation animale, soit en soutenant des projets de chercheurs, soit en initiant elle-même des projets de développement de la connaissance sur le secteur [15],[16],[17]. Parmi les recherches financées, le travail de Céline Barrier vise à vérifier l’hypothèse selon laquelle l’introduction d’un animal médiateur a un effet sur le climat social d’une classe d’Institut Thérapeutique Éducatif et Pédagogique en faisant diminuer le nombre de comportements perturbateurs [18],. Celui de Marine Grandgeorge (Unité Mixte de Recherche Rennes 1 et CNRS) éclaire via l'éthologie les relations entre les enfants autistes et les animaux [19].
- Les activités éducatives : par le truchement de l’animal – qu’il soit réel ou imaginé – les adultes des écoles, collèges ou des centres de loisirs peuvent sensibiliser et responsabiliser les enfants à des notions essentielles telles que le respect de l’autre et le vivre-ensemble. La Fondation Adrienne et Pierre Sommer distribue chaque année près de 4000 kits pédagogiques [20]. La Fondation s’associe en outre à des événements grand public destinés à encourager le lien entre l’homme et l’animal. Elle est ainsi le principal mécène de l’exposition Chiens et Chats, présentée à La Villette en avril 2015, devenue exposition itinérante en Amérique du Nord en septembre 2017 [21],[22].

## Observatoire de la médiation animale
Organisme de référence en matière de médiation animale en France, la Fondation Adrienne et Pierre Sommer organise régulièrement des conférences et colloques réunissant de nombreux acteurs français et internationaux de la médiation animale. Chercheurs, travailleurs sociaux, praticiens hospitaliers, ou encore professeurs se retrouvent autour de thématiques telles que la médiation canine ou la place de l’animal dans le développement de l’enfant ,. Des sujets de recherche plus fondamentale sont également proposés, ainsi le colloque international sur l’anthropologie animaliste présenté au Collège de France en 2011 .
La Fondation Adrienne et Pierre Sommer dispose d’un centre de documentation en ligne. Unique en Europe, il recense plusieurs milliers de références liées à la médiation animale. Il est ouvert à tous .